# Samsung Galaxy J6
Samsung Galaxy J6 (також відомий як Samsung Galaxy On6 в Індії) — стільниковий телефон фірми Samsung Electronics. 
Анонсований випуск в травні 2018 року. В Україні продажі стартували в червні 2018 року зі стартовою ціною 5999 грн. 
Завдяки своїм технічним характеристикам у 2018 році Samsung Galaxy J6 належав до найкращих смартфонів вартістю до 6 тисяч гривень.

## Зовнішній вигляд
Корпус Samsung Galaxy J6 (2018) виконані з пластику. Рамка навколо екрану виконана під метал. Передня панель скляна із захисним склом Gorilla Glass. 
Екран телефону займає 76.5 % від передньої панелі. 
На українському ринку телефон представлений у трьох кольорах — чорний, голубий, лавандовий.

## Апаратне забезпечення
Samsung Galaxy J6 (2018) обладнаний восьми ядерним процесором Exynos 7870 Cortex-A53 з частотою 1.6 ГГц. Графічне ядро  — Mali-T830.
Дисплей телефону Super AMOLED з діагоналлю 5,6" (720 x 1480) роздільною здатністю HD+, співвідношенням сторін 18,5:9, щільність пікселів  — 293 ppi. 
В продажу представлені 2 варіанти телефону: з внутрішньою пам'яттю апарату 32 ГБ та 64 ГБ, відповідно оперативна пам'ять  становить 3 ГБ або 4 ГБ. Існує можливість розширення пам'яті завдяки microSD картці (до 256 ГБ).
Акумулятор незнімний Li-Pol 3000 мА/г.
Основна камера - 13 МП (f/1.9) ширококутна з автофокусом, LED спалахом, панорамою. Записує відео Full HD.
Фронтальна камера 8 МП (f/1.9) із LED спалахом.

## Програмне забезпечення
Операційна система телефону — Android 8.0 (Oreo).
Підтримує стандарти зв'язку: 2G GSM, 3G WCDMA, 4G LTE.
Бездротові інтерфейси: Wi-Fi 802.11 b/g/n, Wi-Fi Direct, точка доступу, Bluetooth 4.2, A2DP, LE
Huawei P40 Lite Е підтримує навігаційні системи: GPS, A-GPS, ГЛОНАСС.
Смартфон має роз'єм Micro USB та роз'єм для навушників 3.5 мм.

## Комплектація
Гарантійний талон, інструкція, зарядний пристрій, кабель, апарат.

У листопаді 2020 року смартфон доступний за ціною від 3299 грн.